# HHA Typ DT4
Die Triebwagen vom Typ DT4 sind die vierte Generation normalspuriger Elektrotriebwagen nach dem Zweiten Weltkrieg, die seit 1988 im 750-Volt-Gleichstrom-Netz der Hamburger U-Bahn eingesetzt werden. Die von Linke-Hofmann-Busch (LHB) und Asea Brown Boveri (ABB) gefertigten Fahrzeuge sind vierteilig ohne Wagenübergänge und bestehen aus zwei identischen Doppeltriebwagen. Die zwei fest miteinander gekuppelten Einheiten sind aus rostfreiem Stahl gefertigt und besitzen wassergekühlten Drehstromantrieb. Für eine bessere soziale Kontrolle wurden an den kurzgekuppelten Enden der einzelnen Fahrzeuge erstmals Fenster eingebaut. Bis 2005 wurden sechs Bauserien mit insgesamt 126 Triebzügen ausgeliefert.
Es ist vorgesehen, diese Fahrzeuge bis 2030 im Betriebseinsatz zu fahren. Die Nachfolgegeneration DT5 ging 2012 in den Fahrgastbetrieb und der Beginn der Auslieferung der Generation DT6 wurde für ab 2028 angekündigt.

## Entwicklung und Einsatz
Die Entwicklung des U-Bahn-Typs begann 1986. Zunächst stützten sich die Hersteller LHB (wagenbaulicher Teil) und ABB (technische Ausrüstung) auf die Erfahrungen, die bei den DT3-DAT gesammelt wurden. Der neue Zug sollte sich durch ein aktuelles Design, verminderte Geräuschemissionen, erhöhte Sicherheit sowie mehr Wirtschaftlichkeit von den älteren Fahrzeugen abheben.
Die erste Einheit konnte am 30. Mai 1988 der Öffentlichkeit vorgestellt werden, der Einsatz im Fahrgastbetrieb begann am 17. Oktober des gleichen Jahres.
Bis 2005 wurden insgesamt 126 vierteilige Triebwagen in sechs Lieferserien übergeben. Planmäßig werden diese Züge heute auf den Linien U1, U2 und U4 eingesetzt. Auf der U3 erfolgt ein Einsatz aufgrund der vorherrschenden Bahnsteiglängen von 90 Metern, die keinen Einsatz von Doppeltraktionen des DT4 zulassen, in der Regel nicht. Lediglich in Einzelfällen, wie bei Baustellenfahrplänen oder besonderen betrieblichen Situationen gelangen die Fahrzeuge auch auf die U3. Beispielsweise war dies von 2006 bis 2009 beim Linientausch der U2 und U3 am Bahnhof Berliner Tor durch die verknüpften Umläufe beider Linien der Fall.

## Wagenbau und Technik
Die DT4 sind vierteilige Fahrzeuge, die auf sechs Drehgestellen laufen. Ein DT4-Triebzug besteht theoretisch aus zwei autarken, permanent gekuppelten Viertelzügen, die allerdings nicht ohne den jeweils anderen Viertelzug fahren können. Das zweite und das fünfte Drehgestell sind antriebslose Drehgestelle, auf das sich jeweils zwei Wagenkästen abstützen. Wie bei den DT2 und DT3 liegen die Drehpunkte aber, um das Lichtraumprofil besser ausnutzen zu können, verbunden mit einer Kupplungsstange außerhalb des Drehgestells. Daher sind es keine Jakobsdrehgestelle. Der Abstand zwischen den beiden Drehpunkten der antriebslosen Drehgestelle beträgt 4400 mm, der Abstand zwischen einem dieser Drehpunkte und dem Drehpunkt des angetriebenen Drehgestells beträgt 8900 mm.
Der Wagenkasten wurde in Stahlleichtbauweise erstellt. Pro Einzelwagen sind je zwei Doppelschwenkschiebetüren pro Seite angebracht worden, ein Übergang zwischen den Einzelwagen besteht nicht.
Die ersten beiden Bauserien sind mit Drucklufttüren ausgestattet, die ursprünglich über je zwei Drehhebel geöffnet wurden. Diese wurden etwa 2003 durch Druckknöpfe ersetzt. In der Anfangszeit schlossen diese Türen besonders schnell, was eine hohe Geräuschentwicklung und starke Materialbeanspruchung zur Folge hatte. Der Schließmechanismus wurde daher nachträglich deutlich verlangsamt. Ab der dritten Bauserie wurden deutlich leisere Elektrotüren verbaut, die vorher in der DT4.2-Einheit 140 getestet wurden und über eine Reversierungseinrichtung verfügen.
Alle DT4 werden durch Drehstrommotoren angetrieben. Ab der dritten Bauserie wurde statt der Umrichter von ABB ein anderer Umrichtertyp des Herstellers ADtranz eingebaut, welcher durch den Einsatz von Spannungszwischenkreisumrichtern mit direkter Selbstreglung ein vergleichbares Anfahrgeräusch zu anderen ADtranz-Umrichtern z. B. bei der Baureihe 423 oder Baureihe 101 erzeugt. Durch die bis dahin und darüber hinaus fortwährenden Fortschritte in der Reglungstechnik elektrischer Maschinen wurde ein ruckfreies Anfahren ermöglicht. In der sechsten und letzten Bauserie wurden erneut andere Umrichter verwendet, die zusammen mit einer geänderten Leittechnik dafür verantwortlich sind, dass diese Serie nicht elektrisch mit den anderen Fahrzeugen kuppelbar ist. Bereits die letzten beiden DT4.5-Fahrzeuge, 210 und 211, wurden zu Testzwecken mit der neuen Ausrüstung ausgestattet und werden daher als DT4.56 bezeichnet.
Die Fahrzeuge wurden, erstmals in der Geschichte der U-Bahn, in einem Farbschema mit weißem Grundlack, einem breiten hellgrauen Streifen auf Fensterhöhe und einem roten Absetzstreifen darüber lackiert. Zur Auslieferung erhielten die Wagen 101 bis 186 Frontblenden, in denen die roten Buchstaben „HHA“ erhaben strukturiert eingearbeitet waren. Ab dem DT4.5 wurde ein deutlich dunklerer Grauton verwendet und die Frontblenden waren glatt ausgeführt, um das neue Hochbahn-Logo aufkleben zu können. Die neue Frontblende wurde um 2005 auch bei allen anderen DT4 nachgerüstet. Bei einigen älteren DT4 erfolgte zudem wegen Lackschäden bereits vor der Innenraummodernisierung ein Neulack in den DT4.5-Farben.
Ein kleineres Detail sind die LCD-Zugzielanzeigen, die ab dem DT4.5 serienmäßig an den Stirnseiten eingebaut wurden. Alle älteren DT4 wurden mit elektrisch gesteuerten Zielrollbändern ausgeliefert, die nur gelegentlich durch andere Anzeigen (bspw. eine Flipdot-Matrixanzeige als Testbetrieb in der Einheit 186) ausgetauscht wurden.

## Fahrgastraum
Beim DT4 wurde, im Unterschied zur 2+1-Sitzaufteilung beim DT3, wieder eine herkömmliche 2+2-Aufteilung verwendet. Durch die Bombierung des Wagenkastens konnte der Mittelgang des Wagens trotzdem ausreichend geräumig gehalten werden. Die Sitze erhielten dabei ab Werk Federkernpolster mit einem Karomuster in Pastellfarben. Ab dem DT4.3 wurden Hartschalensitze mit Stoffbezug und einem anderen Muster verwendet, die später auch in den meisten DT4.2 nachgerüstet wurden.
Um gerade nach Erfahrungen mit bspw. Brandanschlägen in den 1980er Jahren eine hohe subjektive Sicherheit für die Fahrgäste zu gewährleisten, sind alle Triebzüge mit großen Fenstern an den Wagenenden und Notsprechstellen ausgestattet. Zudem war der DT4 weltweit das erste U-Bahn-Fahrzeug, das mit einer Sprinkleranlage zur Feuerbekämpfung im Fahrgastraum ausgestattet wurde.
Mit der Bestellung der fünften Bauserie wurde der Innenraum stark überarbeitet. Es dominierten nun die Farben Blau und Silbergrau, was sich vor allem in den Wandfarben und den Sitzpolstern widerspiegelt. Zudem wurden die Haltegriffe runder geformt und Klappsitze an den Führerstandsrückwänden eingebaut. Dieses neue Design fand auch beim DT4.6 Verwendung und diente ab 2007 als Vorbild für das 3. Redesign beim DT3.
Der DT4 war (nach einer Testphase im DT3-Triebzug 833) ab 1996 die erste U-Bahn-Generation in Hamburg, die mit Monitoren für Fahrgastfernsehen ausgestattet wurden. Auf den Monitoren werden neben der Linie, der nächsten Haltestelle und der Uhrzeit im Wechsel regionale und überregionale Nachrichten, das Hamburger Wetter, anstehende Fahrplanänderungen sowie Werbung (für Betriebe im Umfeld der nächsten Haltestelle) abgespielt. Ursprünglich wurden zwei Monitore in jedem Wagen eingebaut bzw. bei älteren DT4 nachgerüstet. Diese wurden später auf einen reduziert, um für die letzten Bauserien keine neuen Monitore einkaufen zu müssen. Seit 2019 werden die Monitore durch größere Bildschirme im 16:9-Format ersetzt, die auch in den ET 474 der S-Bahn Hamburg verbaut wurden. 
Der Umbau soll bis 2022 abgeschlossen sein, in jedem Wagen befinden sich dann wieder zwei Monitore.

## Modernisierungen
Als zum Linientausch der U2 und U3 östlich vom Berliner Tor im Jahr 2009 neue Zugzielbänder hätten gedruckt werden müssen, nutzte man die Gelegenheit und tauschte bei allen Fahrzeugen, die nicht bereits LCD-Anzeigen besaßen, die Rollbandanzeigen durch orange LED-Anzeigen aus, die, wenn nötig, jede Haltestelle als Zugziel anzeigen können.
Aufgrund der alternden Innenräume beschloss man Ende der 2000er Jahre, die DT4 einem Innenraum-Redesign zu unterziehen. Dabei werden die Sitzbezüge durch neue Bezüge im roten DT5-Muster ersetzt (und im Falle der DT4.1 die letzten Federkernsitze durch Schalensitze ersetzt), die Wände in neuen Farbtönen gestrichen und – wie bereits beim DT4.5 und DT4.6 – Klappsitze an den Führerstandsrückwänden eingebaut. In den Türbereichen wurden Gesäßpolster an den Sitzrückwänden angebracht und alle Aufkleber wurden neu gestaltet. Nachdem zwischen 2011 und 2015 alle 30 Triebzüge der ersten Bauserie umgebaut worden waren, erfolgte das Redesign in den Jahren 2015 bis 2018 bei allen DT4.2. Das Programm soll bis auf weiteres auch bei den jüngeren Bauserien fortgesetzt werden. Bei der Modernisierung erhalten auch alle Triebwagen eine Folierung im Lackschema der DT4.5, sofern nicht bereits vorher ein Neulack in diesen Farben erfolgte.
Zwischen 2013 und 2015 wurden die Triebzüge 141 bis 151 (mit Ausnahme von 142) auf die modernere Elektrik der DT4.6 umgebaut. Dies erfolgte, um dringend benötigte Ersatzteile für die alternde Technik der DT4.1 und DT4.2 zu gewinnen. Die Fahrzeuge, die nun als DT4.26 bezeichnet werden, sind im elektrischen Sinne Neubauten und sind seit dem Umbau nur noch mit den DT4.6 kuppelbar.

### Bilder

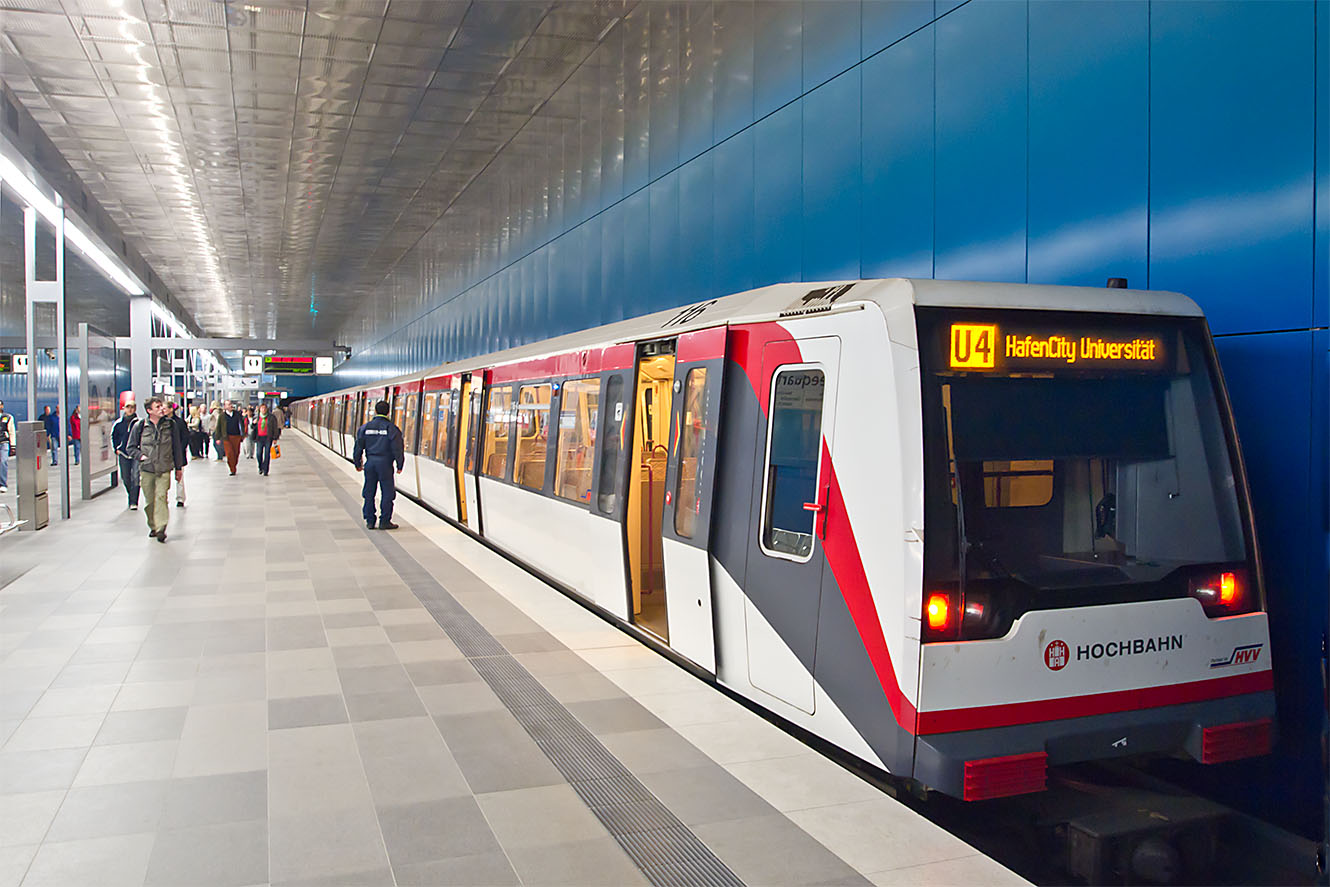
DT4-Zug im U-Bahnhof Überseequartier
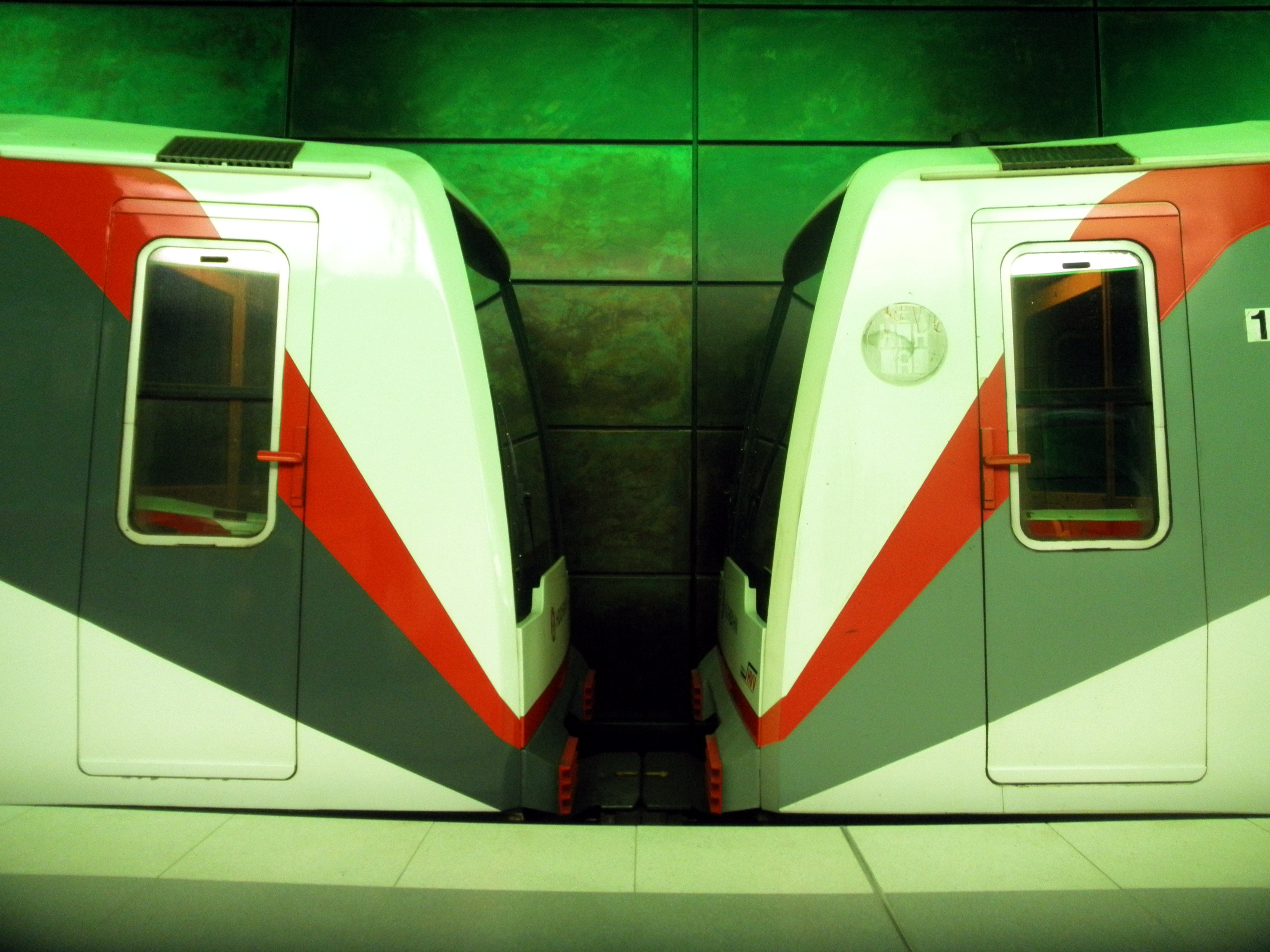
Zwei DT4-Einheiten im U-Bahnhof HafenCity Universität, gut erkennbar die unterschiedlichen Grautöne der verschiedenen Lackierungen
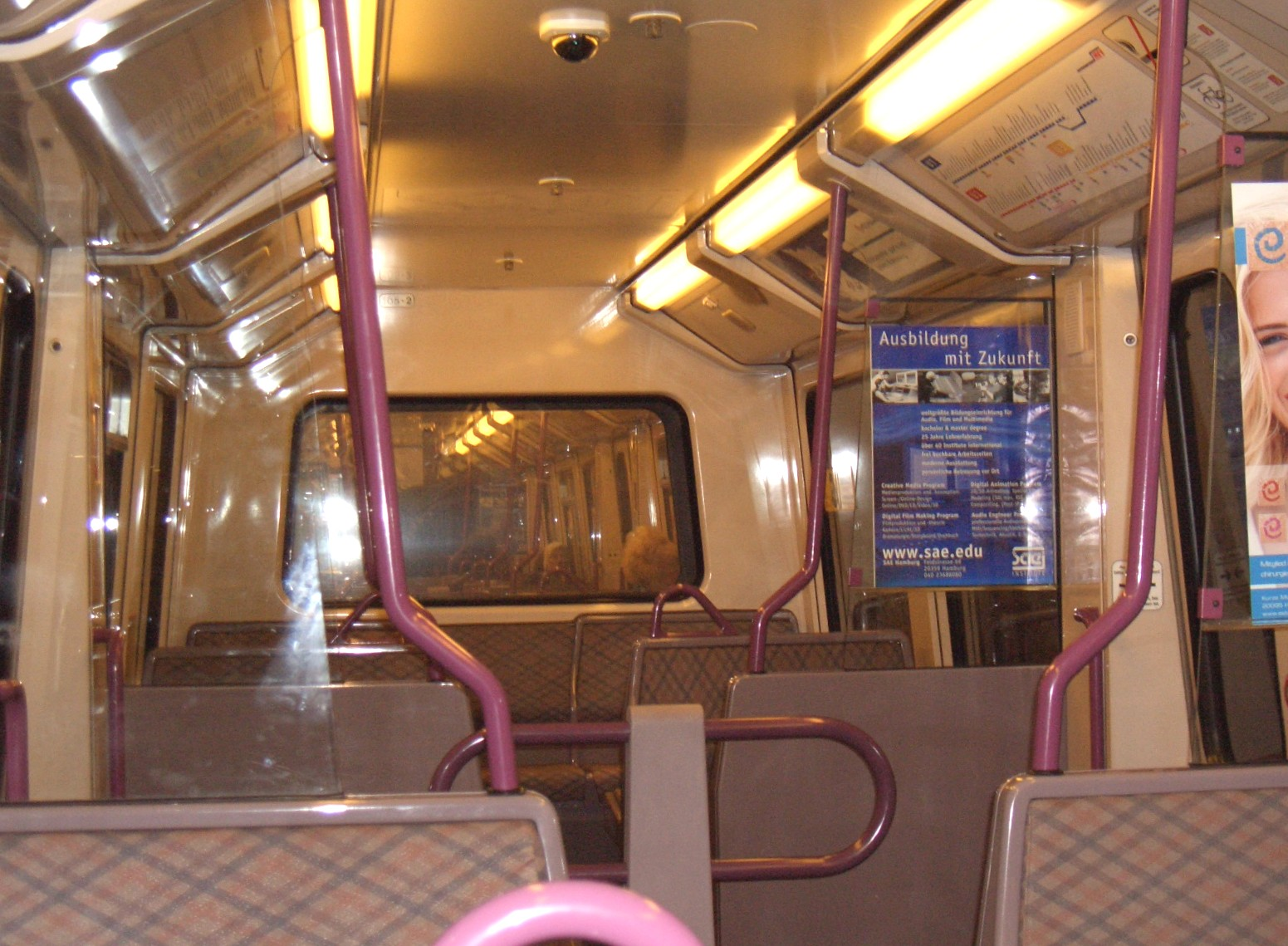
Innenansicht DT4.1 und DT4.2
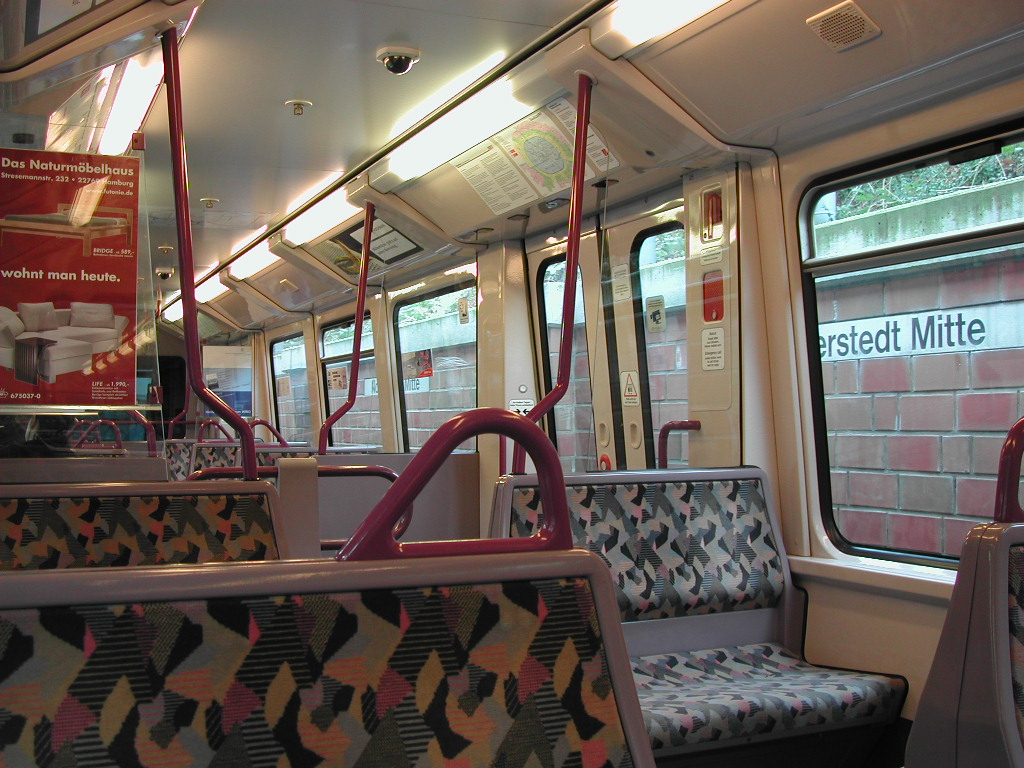
Innenansicht DT4.3 und DT4.4
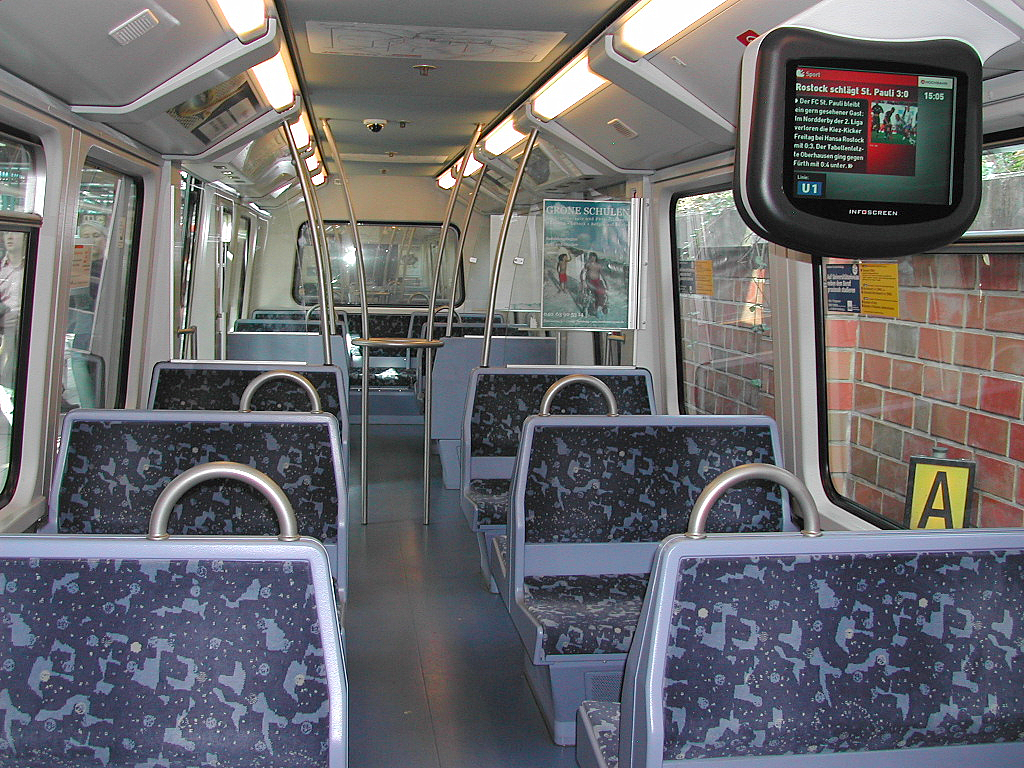
Innenansicht DT4.5-Zug
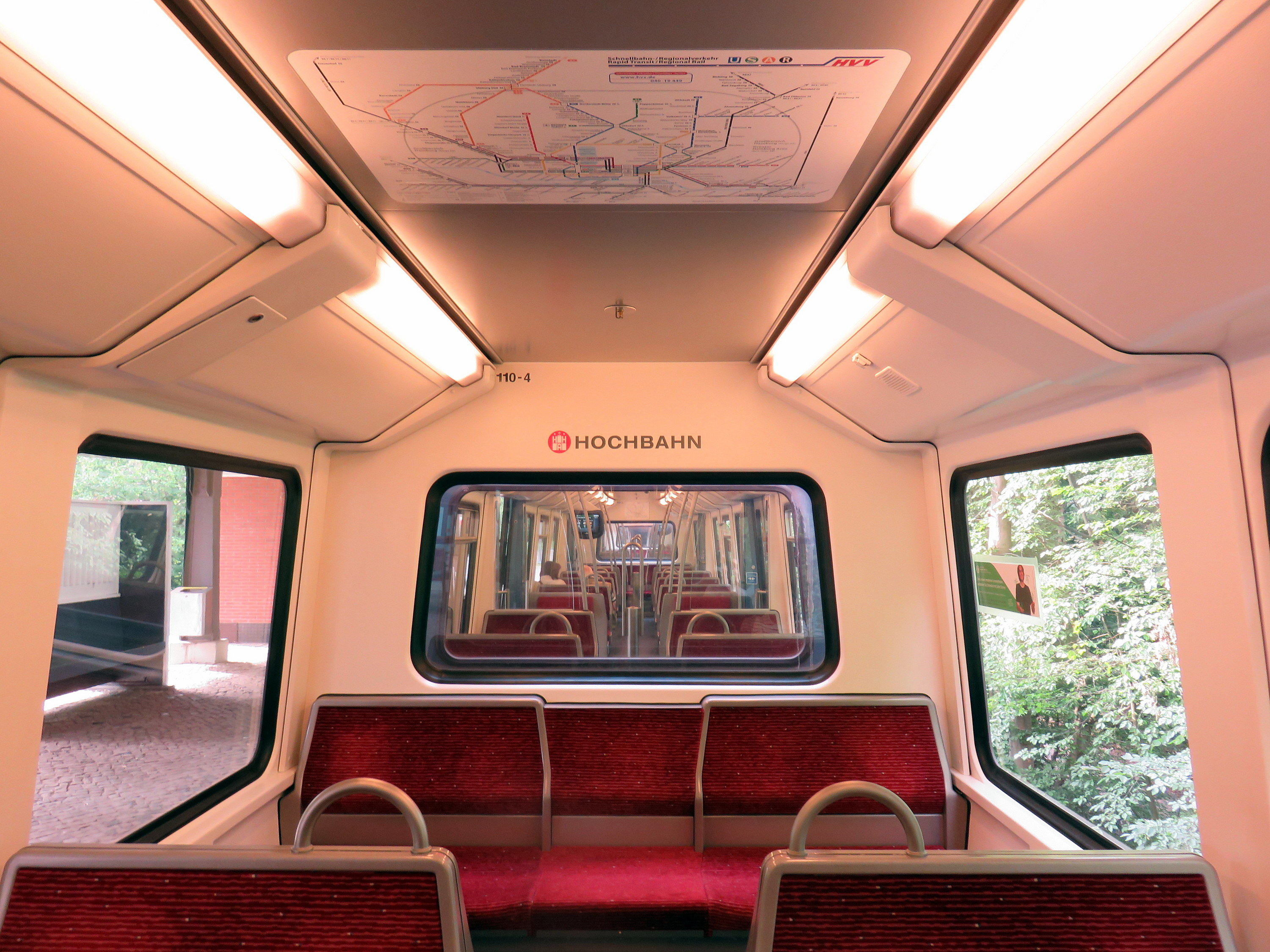
DT4-Zug: modernisiertes, an den DT5 angelehntes Design

## Ausmusterung
Erste Planungen, den DT4 auszumustern, gab es in den frühen 2010er Jahren. Wegen der vielen geplanten Strecken hat man sich dazu entschieden, die ersten Fahrzeuge erst 2030 außer Betrieb zu nehmen. Wann der DT4 komplett aus dem Betrieb genommen werden soll, ist unbekannt.

## Sonstiges
- Die Einheit 140 diente in ihrer Einsatzgeschichte bereits als Versuchsträger für verschiedenste Bauartveränderungen. So besitzt 140 als einziger DT4.2 Elektrotüren, die ab dem DT4.3 serienmäßig verbaut wurden. Der Wagen 140-4 diente als Testfahrzeug für das Innenraumdesign der DT4.5 und DT4.6, während im anderen Endwagen 140-1 die Gestaltung des Innenraum-Redesigns erprobt wurde. Der Innenraum des Wagen 140-4 wurde an den Typ DT4.6 angepasst, der des 140-1 wurde an den des DT5 angepasst. 2013 wurde der Innenraum im Zuge des Redesigns wieder vereinheitlicht.[6]
- Einige DT4 der ersten Bauserie trugen bis in die 1990er Jahre Taufnamen verschiedener mit der U-Bahn erreichbarer Stadtteile, bspw. „Borgfelde“ beim Wagen 105. Zuletzt wurde zur Verlängerung der U1 nach Norderstedt der Wagen 130 „Norderstedt“ genannt. Alle Taufnamen wurden zwischenzeitlich entfernt.
- In den Anfangsjahren waren zahlreiche DT4 mit Außenwerbung ausgestattet, was allerdings über die Jahre immer stärker abnahm. Zuletzt warben die Wagen 121 und 128 für eine Lotto-Gesellschaft und der Wagen 141 mit dem Slogan „Hamburger Weg“. Seit der Löschung dieser Werbungen um 2013 gibt es (Stand Oktober 2020) keine DT4 mit Außenwerbung.[13]
- Der Zug 130 aus der Unterbaureihe DT4.1 wurde zusammen mit dem Zug 129 von der Verkehrsgesellschaft Norderstedt (VGN) finanziert, daher auch der ursprüngliche Taufname „Norderstedt“ der Einheit 130.
- Die verwendete Technik der wassergekühlten Elektromotoren sowie geräuscharmer Scheibenbremsen sollte auch zur Geräuscharmut führen. Das Umweltbundesamt zeichnete die DT4-Fahrzeuge als die leisesten U-Bahn-Fahrzeuge Deutschlands aus.[14]
- Die Einheit 120 erhielt 2019 probeweise größere Monitore für das Fahrgastfernsehen. Ab Herbst 2019 wurden nach und nach alle DT4 auf die neuen Bildschirme umgerüstet.
- Die Einheit 169 diente als Testobjekt für das Projekt Anti Trash der TU Braunschweig, bei dem Müll oder andere vom Fahrgast hinterlassene Gegenstände durch Auswertung der Kamerabilder erkannt werden sollte.[15][16]